# Râul Zandan
Râul Zandan este un curs de apă din Dobrogea, afluent al râului Râmnic. 

## Hărți
- Harta Județului Constanța